# Liutgard van Vermandois
Liutgard van Vermandois (ca. 914 – 9 februari 978) was een dochter van Herbert II van Vermandois en Adelheid van Bourgondië. Via haar vader was zij een zesde generatie afstammeling van Karel de Grote. Ze huwde eerst met Willem I van Normandië en na zijn dood in 942 een jaar later in 943 met Theobald I van Blois.

## Kinderen
Samen met Theobald I van Blois had zij vier kinderen:
- Theobald (gest. 962), jong gestorven
- Hugo, aartsbisschop van Bourges (gest. 985)
- Odo I (gest. 996), graaf van Blois
- Emma (gest. 1003), getrouwd met Willem IV van Aquitanië